# José Noblecilla Mendoza
José Noblecilla Mendoza fue un hacendado y político peruano. Fue el primer senador elegido por el departamento de Tumbes luego de su creación.
En 1895 fue elegido diputado suplente por la provincia de Tumbes que, en esos años, todavía era una provincia del departamento de Piura. Luego de la creación del departamento de Tumbes, fue elegido senador por este departamento en 1903 y 1904 siendo la primera persona en ocupar ese cargo. Volvió a ser elegido en 1912 y ocupó el cargo hasta 1914.
Era accionista mayoritario de la "Hacienda Zarumilla" que dio origen al actual poblado y distrito tumbesino de la que vendió diez hectáreas a Augusto B. Leguía. En 1912 fue nombrado Vicecónsul de Bolivia en Tumbes por el gobierno boliviano. En 1903 publicó su obra "Monografía de la Provincia Litoral de Tumbes" en la que explicó  la problemática de la provincia. Ya previamente, en 1893, había publicado el libro "Topografía de la Hacienda Zarumilla" en la que menciona las ruinas arqueológicas de "La Palma".